# Apamea terminalis
Apamea terminalis är en fjärilsart som beskrevs av Walker 1865. Apamea terminalis ingår i släktet Apamea och familjen nattflyn. Inga underarter finns listade i Catalogue of Life.